# Бойчиновски бой
Бойчиновският бой е едно от най-големите сражения по време на Септемврийското въстание от 1923 година в България, развило се на 25 септември 1923 при гара Бойчиновци.
На 24 септември, по заповед на Окръжния революционен комитет на БКП, главните сили на въстаниците, под ръководството на Георги Дамянов, Иван Михайлов, Тодор Атанасов, Владимир Минчев, се насочват към Враца, с цел да я превземат. По същото време правителствени войски от Шуменския гарнизон, въоръжени с 5 картечници и 2 полски оръдия, настъпват по железопътната линия Криводол-Бойчиновци и привечер завземат гара Бойчиновци. Това заставя ръководството на въстаниците да пренасочи през нощта главните си сили към Бойчиновци. Там пристига Гаврил Генов, който е назначен за главнокомандващ бойната операция.
Въстаниците са зле въоръжени – разполагат едва с 2000 пушки, 4 картечници и 1 планинско оръдие. Правителственият отряд е многократно числено превъзхождан от бунтовниците, е заел изгодна тактическа позиция на Бойчиновското плато, укрепил се е в сградите на гарата. Въстаниците започват атаката на 25 септември сутринта. Тъй като повече от половината от тях са невъоръжени, откъсват слънчогледови стъбла от околните ниви, за да изглежда в сутрешния сумрак, че носят пушки. Това вдъхновява Гео Милев за метафората със слънчогледите в поемата му „Септември“.
Въстаниците започват фронтална атака в 4 часа сутринта. Първоначално постепенно, а скоро след това – масово, правителствените войски започват да отстъпват и в крайна сметка се предават.
След победата на гарата е устроен митинг, на който Гаврил Генов призовава въстаниците към още по-голяма самоотверженост в борбата. Изходът на битката повдига бойния дух на въстаниците.
Бойчиновският бой е последната победа на въстаниците.